# Frank Clement (lekkoatleta)
Frank Clement, właśc. Francis James Clement (ur. 26 kwietnia 1952 w Glasgow) – brytyjski lekkoatleta, średniodystansowiec, mistrz uniwersjady w 1973, olimpijczyk. Na igrzyskach Wspólnoty Narodów reprezentował Szkocję, a na pozostałych imprezach międzynarodowych Wielką Brytanię.

## Kariera sportowa
Specjalizował się w biegu na 1500 metrów. Zwyciężył na tym dystansie na uniwersjadzie w 1973 w Moskwie, a także w finale pucharu Europy w 1973 w Edynburgu. Odpadł w eliminacjach tej konkurencji na mistrzostwach Europy w 1974 w Rzymie, a w finale pucharu Europy w 1975 w Nicei zajął 3. miejsce.
Zajął 5. miejsce w finale biegu na 1500 metrów na igrzyskach olimpijskich w 1976 w Montrealu oraz 4. miejsce w tej konkurencji na igrzyskach Wspólnoty Narodów w 1978 w Edmonton.
Był wicemistrzem Wielkiej Brytanii (AAA) w biegu na 1500 metrów w 1973 i 1975 oraz brązowym medalistą na tym dystansie w 1976, a w hali mistrzem AAA w biegu na 1500 metrów w 1972. Był również wicemistrzem UK Championships w tej konkurencji w 1978 i 1981 oraz mistrzem Szkocji w biegu na 800 metrów w 1973.
30 lipca 1974 w Sztokholmie ustanowił rekord Wielkiej Brytanii w biegu na 1500 metrów z czasem 3:37,38, który przetrwał do 1977.
Rekordy życiowe Clementa:
- bieg na 800 metrów – 1:45,76 (10 lipca 1976, Zurych)
- bieg na 1000 metrów – 2:19,81 (11 czerwca 1975, Londyn)
- bieg na 1500 metrów – 3:35,66 (12 sierpnia 1978, Edmonton)
- bieg na milę – 3:54,2 (27 czerwca 1978, Oslo)
- bieg na 2000 metrów – 5:02,8 (10 września 1978, Freising)